# L'étrange suicide de l'Europe: Immigration, identité, Islam
L'étrange suicide de l'Europe: Immigration, identité, Islam (The Strange Death of Europe: Immigration, Identity, Islam en version originale anglaise) est un livre publié en 2017 par le journaliste et commentateur politique britannique néo-conservateur Douglas Murray ,. Il a été publié au Royaume-Uni en mai 2017, en juin 2017 aux États-Unis et en avril 2018 en France. 
Le titre du livre s'inspire du classique de l'histoire politique de George Dangerfield, The Strange Death of Liberal England, publié en 1935.

## Thèse
Douglas Murray explore deux facteurs qui expliquent pourquoi, à son avis, la civilisation européenne telle que nous l'avons connue ne survivra pas. Le premier est la combinaison de l'immigration massive de nouveaux peuples vers le continent couplé à des taux de natalité inférieurs en Europe. Le second est ce que Douglas Murray décrit comme « le fait que… en même temps, l'Europe a perdu confiance dans ses croyances, ses traditions et sa légitimité » .  

## Accueil
Sam Harris qualifie le livre de « merveilleux ». Dans la National Review, Michael Brendan Dougherty l'a loué comme « informé par des reportages réels à travers le continent, et d'une qualité d'écriture qui parvient à être à la fois vive et élégiaque. Murray est aussi un intellectuel véritablement libéral, en ce sens qu'il est libre du pouvoir que le tabou exerce sur le problème européen, mais il ne trahit pas la moindre trace d'atavisme ou de mauvaise humeur ».  
Dans The Daily Telegraph, Juliet Samuel résume le livre de Douglas Murray en disant : « Sa thèse générale, selon laquelle une Europe motivée par la culpabilité et épuisée joue vite et perd avec ses précieuses valeurs modernes en embrassant une immigration à une telle échelle, est difficile à réfuter ».  
Inversement, écrivant dans The Guardian, le journaliste politique Gaby Hinsliff décrit Strange Death comme faisant montre d'une « xénophobie embourgeoisée » et « chapitre après chapitre, il tourne autour des mêmes thèmes répétitifs : les migrants violant, assassinant et terrorisant; les fiançailles avec le christianisme ; de longues polémiques sur la façon dont l'Europe est trop "épuisée par l'histoire" et sa culpabilité coloniale qui l'empêche de faire face à une autre bataille, et qui se laisse alors renverser par des envahisseurs farouchement sûrs de leurs propres croyances », tout en soulignant que Murray offre peu de définition de la culture européenne qui, selon lui, est menacée.  
Une critique du livre dans The Economist a affirmé qu'il « touchait quelques vérités malheureuses », mais « montre une image incomplète de l'Europe d'aujourd'hui ». En outre, cette critique a ajouté que « le livre bénéficierait, cependant, de beaucoup plus de reportages » et a affirmé que Douglas Murray « laisse souvent la peur tromper son analyse » et qu'il était « enclin à l'exagération ».